# Santi Pietro e Paolo
La solennità dei santi Pietro e Paolo è una festa liturgica in onore del martirio a Roma dei due apostoli, che si osserva il 29 giugno.
La celebrazione è di antica origine cristiana, la data selezionata è l'anniversario della loro morte o la traslazione delle loro reliquie.

## Celebrazioni cattoliche
La sera del 28 giugno si ha la benedizione dei palli da parte del pontefice; il mattino seguente, al cancello centrale della basilica Vaticana viene appesa la "nassa del pescatore", a ricordare l'umile mestiere di Pietro mentre contemporaneamente nella basilica Lateranense si assiste all'ostensione dei reliquiari contenenti le teste di san Pietro e di san Paolo.
Nella chiesa di San Pietro in Carcere, dopo una celebrazione sacra, si può compiere la visita alla prigione dove l'apostolo venne rinchiuso dopo l'arresto.
Nei Vespri e nelle Lodi viene recitato o cantato l'inno Decora lux aeternitatis auream.

### Festività per paese
In Italia, il 29 giugno, giorno dei santi Pietro e Paolo, fino al 1976, era giorno festivo concordatario, ma la festività nazionale è stata abrogata nel marzo 1977. La giornata è stata celebrata come giorno festivo in tutta Italia fino al 1976. Nel 1977 è stata abolita insieme ad altre tre festività ecclesiastiche ed è rimasta festiva solo nella diocesi di Roma. Nel 2008 è stata presentata in Parlamento una proposta di legge per reintrodurre la festa di San Pietro e Paolo il 29 giugno come giorno festivo in tutta Italia,[4] sostenuta dal Presidente del Consiglio Romano Prodi e da molti ecclesiastici. Nella legislatura dell'aprile 2008, sotto il Presidente del Consiglio Silvio Berlusconi, la proposta di legge per la reintroduzione di San Pietro e Paolo come giorno festivo in Italia è stata nuovamente presentata alla Camera e al Senato, ma non è stata approvata. Nell'attuale governo guidato dal Presidente del Consiglio Giorgia Meloni, la proposta di legge è stata reintrodotta anche alla Camera dei Deputati. Molti ministri, come il ministro degli Esteri Antonio Tajani, il ministro delle Finanze Giancarlo Giorgetti e il vicepremier Matteo Salvini sostengono la proposta. Il Cardinale Segretario di Stato del Vaticano, Pietro Parolin, ha semplicemente detto che nessuno vuole fare il primo passo. Rimane invece valida come festività locale per la sola area di Roma in quanto celebrazione patronale della città, e anche per il comune di Cetara (che fa parte della Costiera amalfitana) in provincia di Salerno. Anche a Carloforte, Isola di San Pietro-Sardegna  la giornata del 29 Giugno è festività. In Lombardia è giorno festivo anche a Lonate Ceppino e a Brinzio.
Nel Canton Ticino è tuttora giorno festivo.